# (7241) Kuroda
(7241) Kuroda – planetoida z pasa głównego asteroid okrążająca Słońce w ciągu 3 lat i 102 dni w średniej odległości 2,21 j.a. Została odkryta 11 listopada 1990 roku przez Kina Endate i Kazurō Watanabe. Przed nadaniem nazwy planetoida nosiła oznaczenie tymczasowe (7241) 1990 VF3.